# 王鏞 (知縣)
王镛（19世纪？—？），四川蓬溪人，清朝地方官员。拔贡出身。
王镛曾于1873年接替李萱庆任华亭县知县一职，1874年由杨开第接任。